# Зосима Эннатская
Зосима Еннатская (в миру Евдокия Яковлевна Суханова; село Сенцовка, Оренбургский уезд, Оренбургская губерния 1 марта 1820 — 1 марта 1935, село Сенцовка, Шарлыкский район, Оренбургская область) — русская православная святая, преподобная.

## Жизнеописание
Суханова Е. Я. росла в глубоко верующей семье. По принуждению отца вышла замуж. Впоследствии муж погиб в русско-турецкой войне, сын погиб на охоте.
Спустя время, после смерти близких, пришла в Покрово-Эннатский монастырь, приняв постриг в мантию с именем Евникия. Неоднократно она ходила пешком в Иерусалим. Последний раз — в 1912 году. Большое впечатление в Иерусалиме на неё произвело схождение благодатного огня.
Близ монастыря монахиня нашла источник, от воды которого люди стали получать исцеление. Позже у источника был построен скит с часовней в честь Пресвятой Троицы.
В 1919 году матушка Евникия приняла великую схиму с именем Зосима. Постриг совершил епископ Андрей (Ухтомский). После принятия великой схимы мать Евкимия постоянно спала в кипарисовом гробу, привезенном из Иерусалима. В 1923 году монастырь был закрыт и Зосима поселилась в селе Ново-Архангеловка.
К матушке Зосиме постоянно приезжало множество народу из Уфимской, Челябинской, Самарской и Саратовской областей. Люди несли ей свои заботы, недуги, заболевания. Всем она помогала словами утешения, исцеляла их недуги.
Прожила схимонахиня Зосима Эннатская 115 лет. Скончалась в селе Сенцовка Шарлыкского района Оренбургской области.

## Канонизация
Святые мощи Зосимы Эннатской были обретены в 2003 году в селе Сенцовка Октябрьского района Оренбургской области и находились первоначально в Казанско-Богородском храме города Мелеуза Уфимской епархии, позже были перевезены в Покрово-Эннатский мужской монастырь.
11 июня 2006 года в праздник Святой Троицы в Марфо-Мариинском женском монастыре села Ира Кумертауского района Уфимской епархии Архиепископ Уфимский и Стерлитамакский Никон совершил чин канонизации в лике местночтимых святых преподобной Зосимы Еннатской.
День памяти Зосимы Эннатской — в её день рождения и день кончины — 1/14 марта.

## Иконография
На иконах Зосима Еннатская изображается в юбке с темным платком на плечах и на голове. Иконы находятся в Покрово-Эннатском монастыре, приходе монастыря в г. Салавате.
Изображается в схимническом облачении.

## Фотогалерея

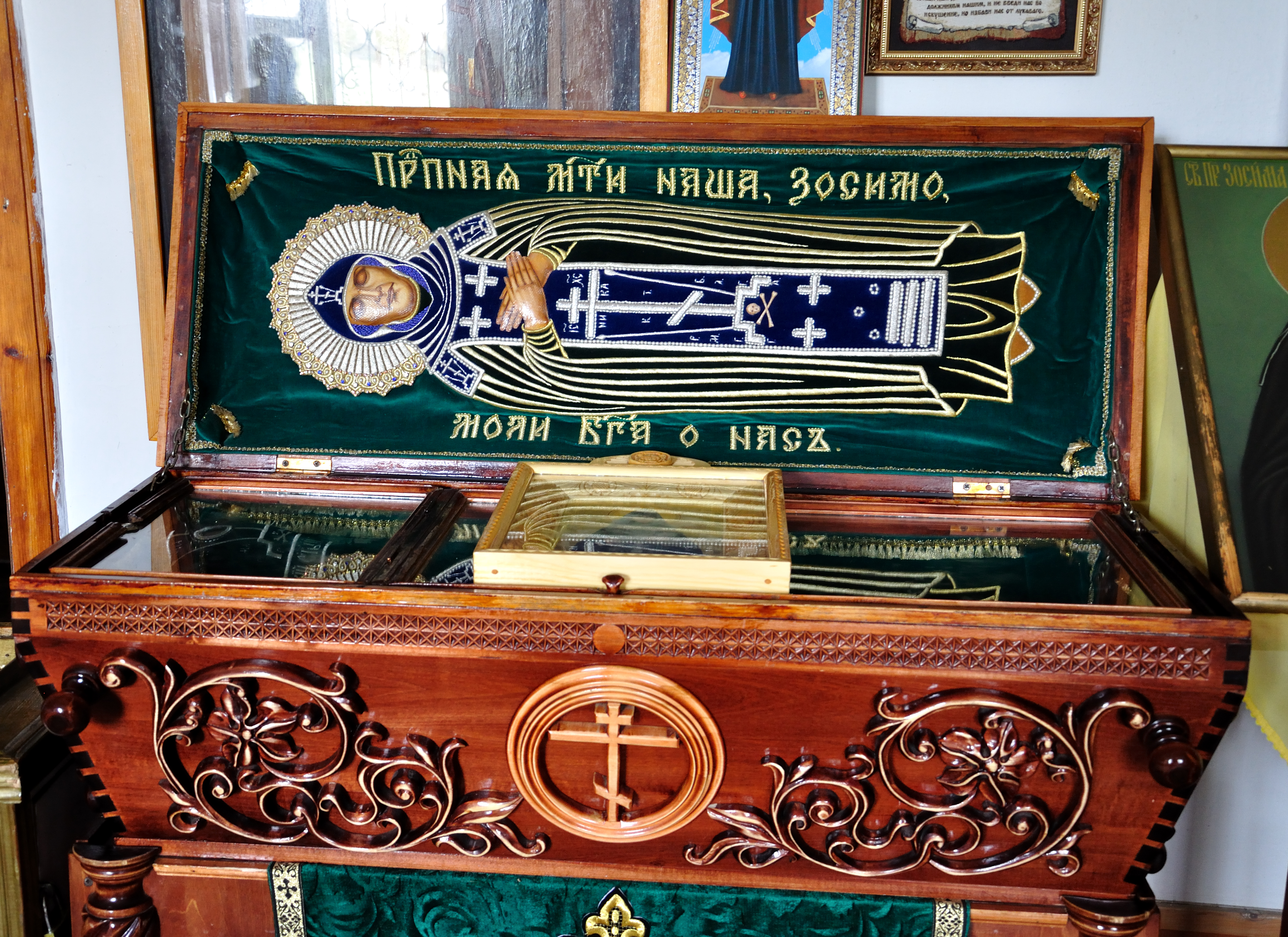
Мощи Зосимы Эннатской в Покрово-Эннатском монастыре
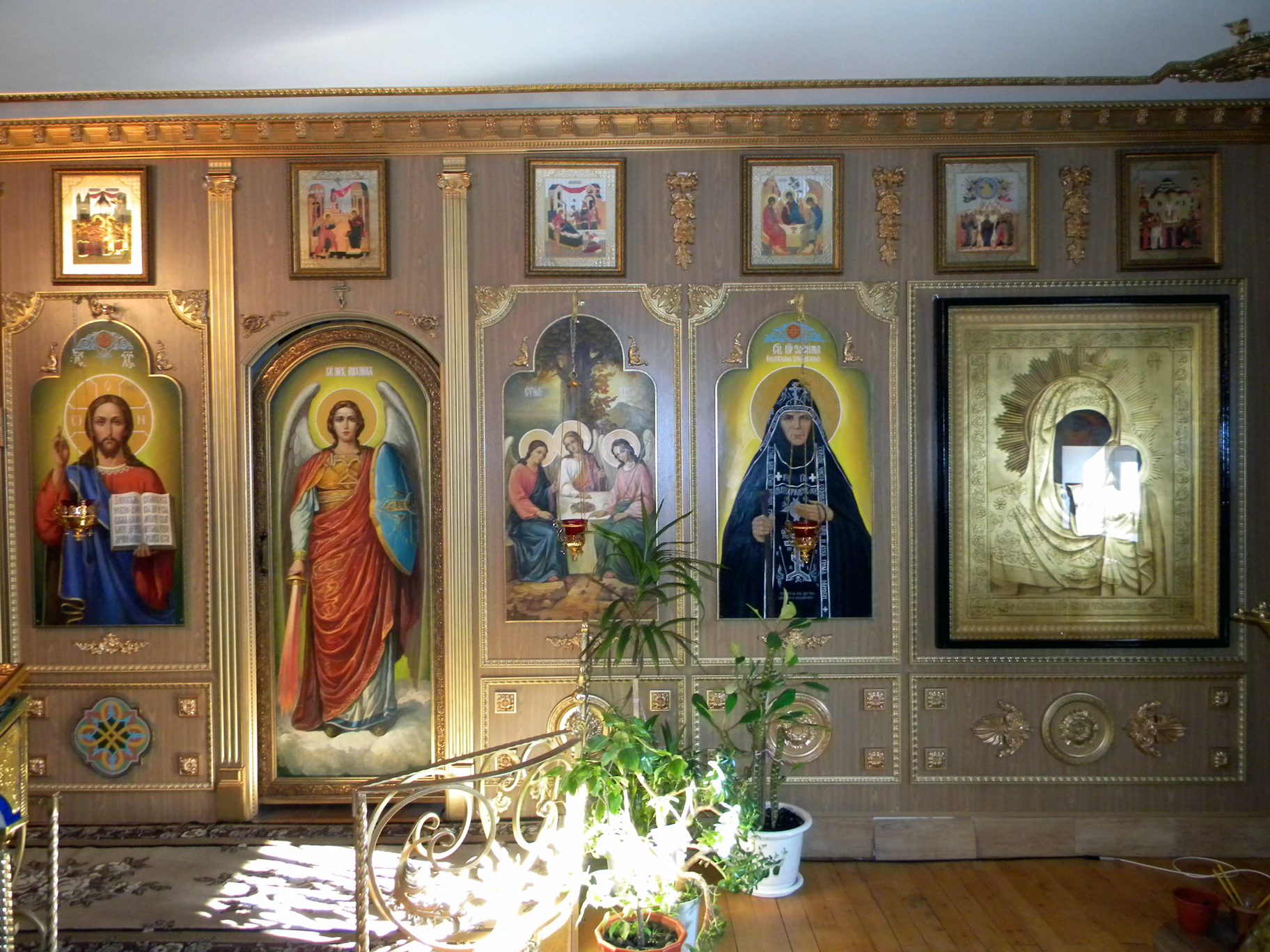
Икона Зосимы Эннатской в храме в честь иконы "Неупиваемая чаша" в г. Салавате
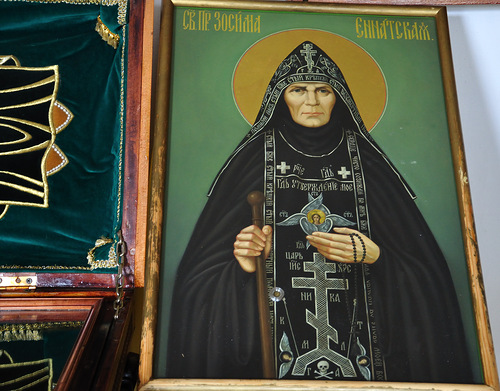
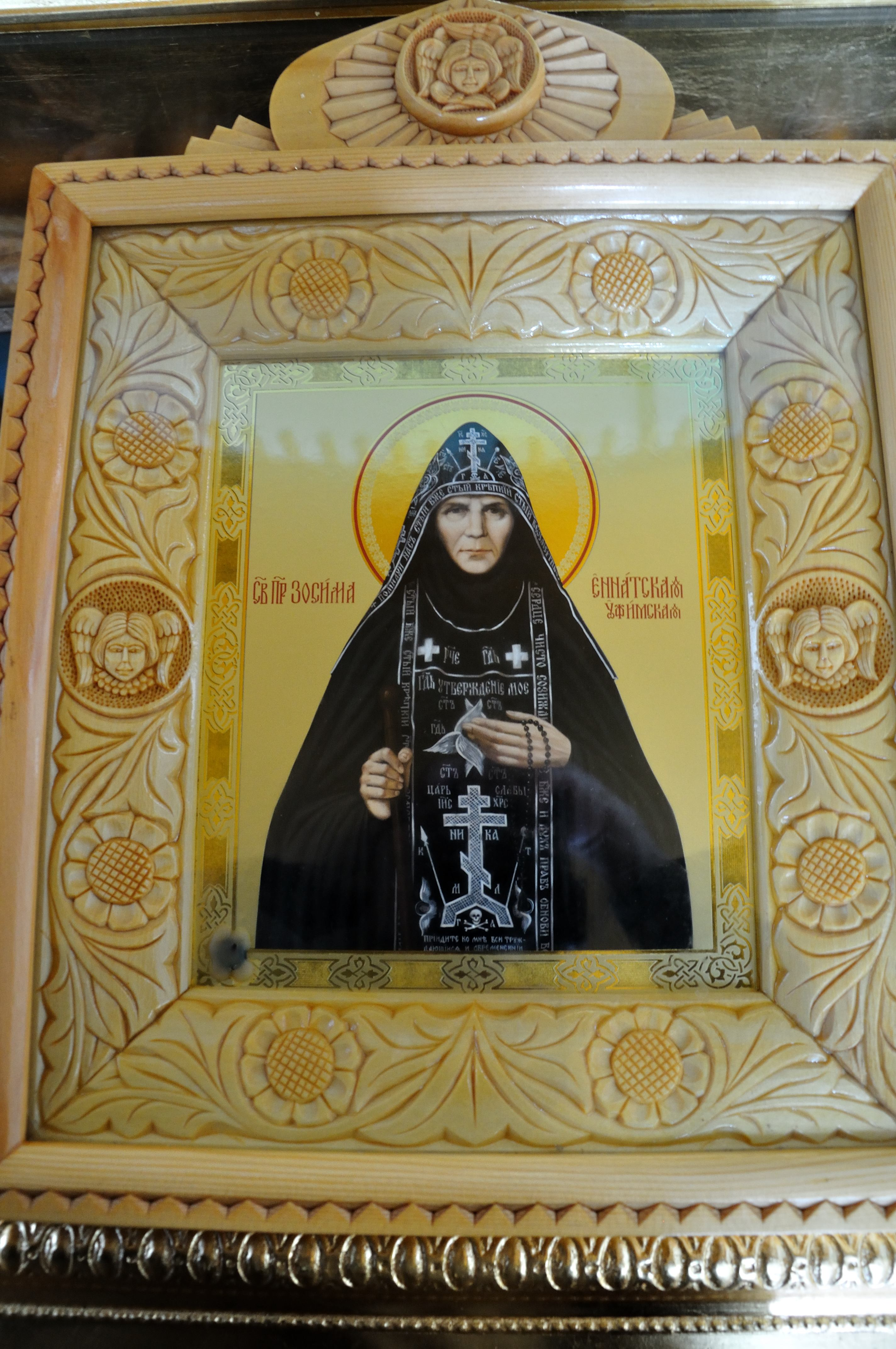
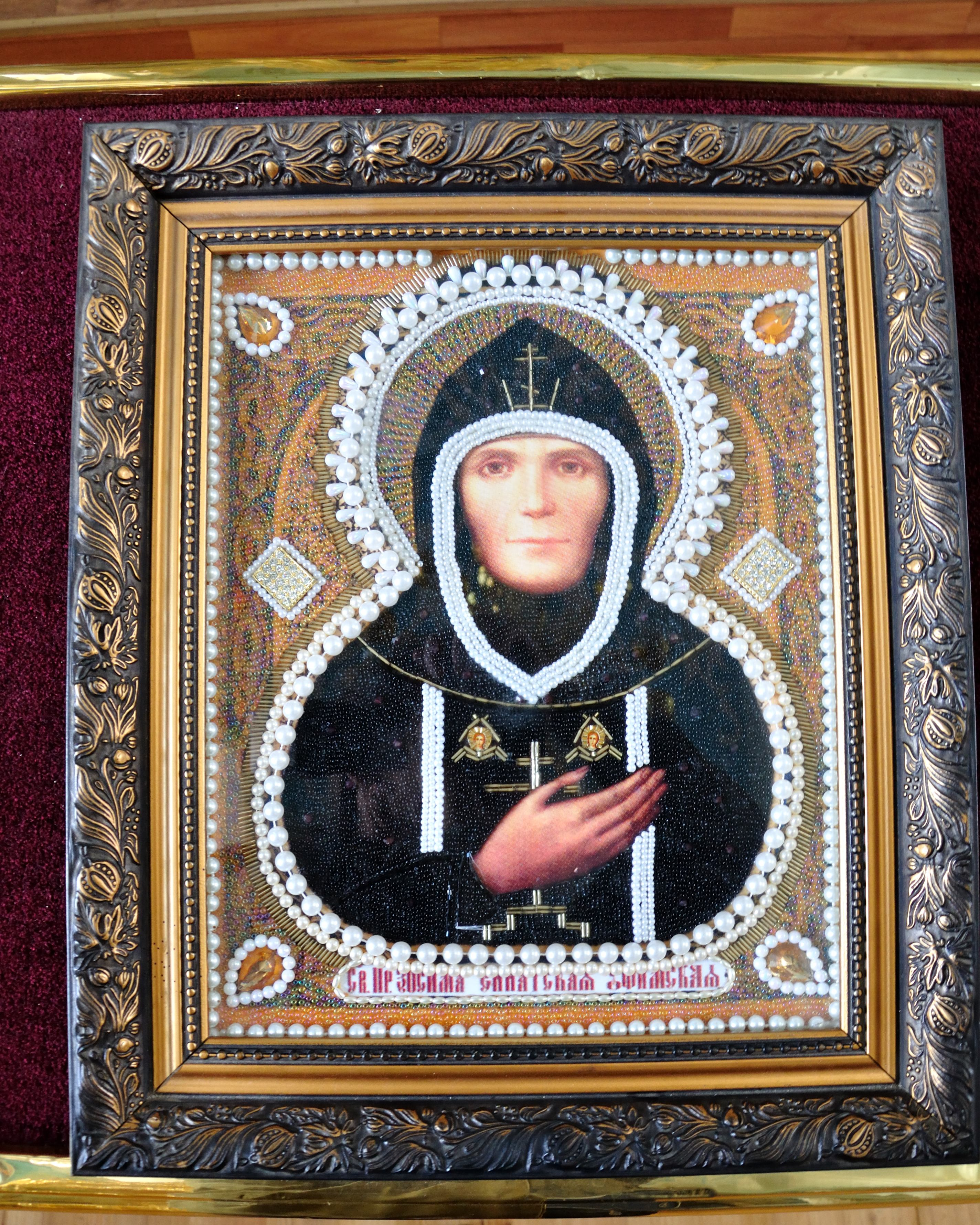
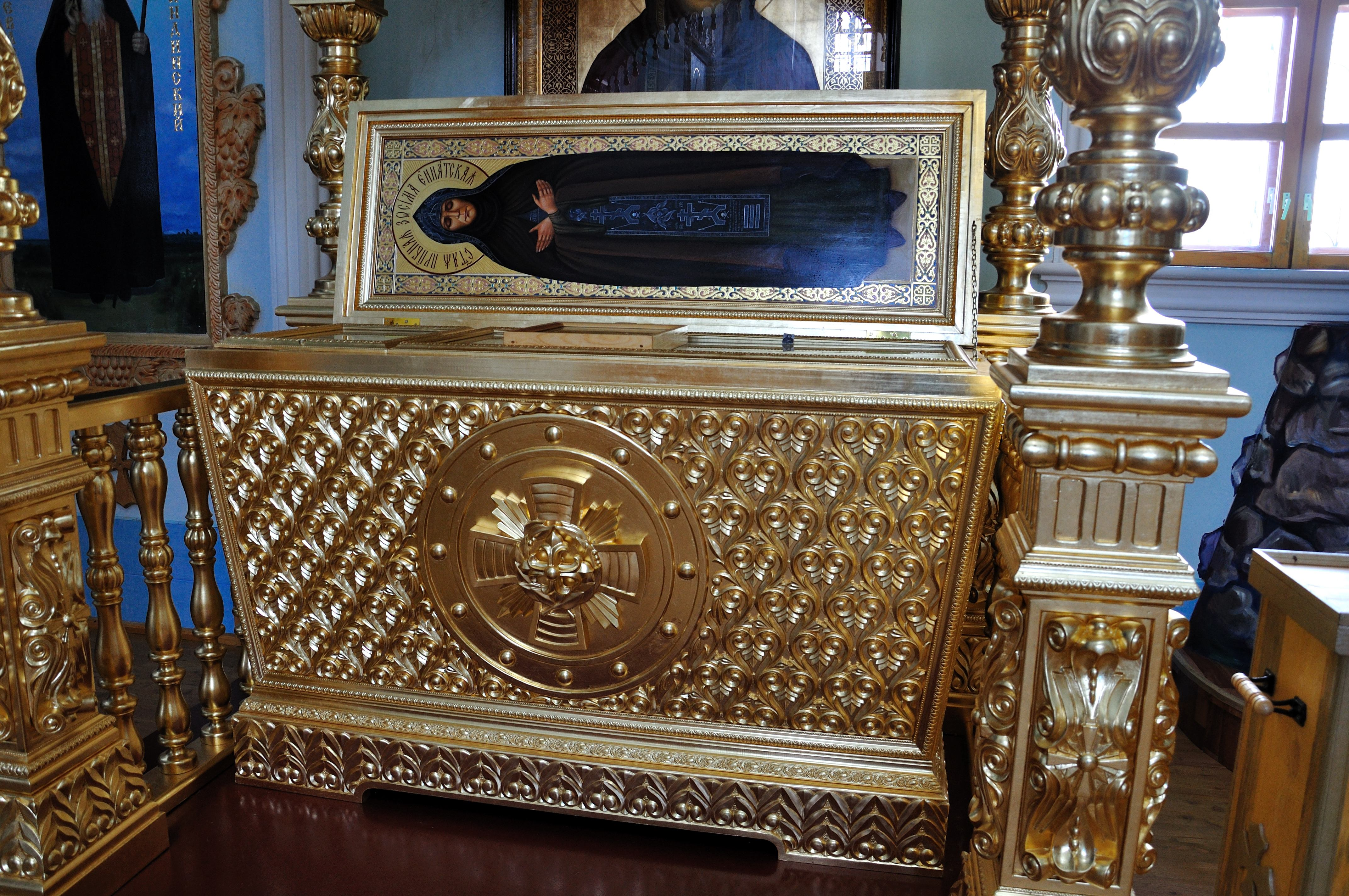
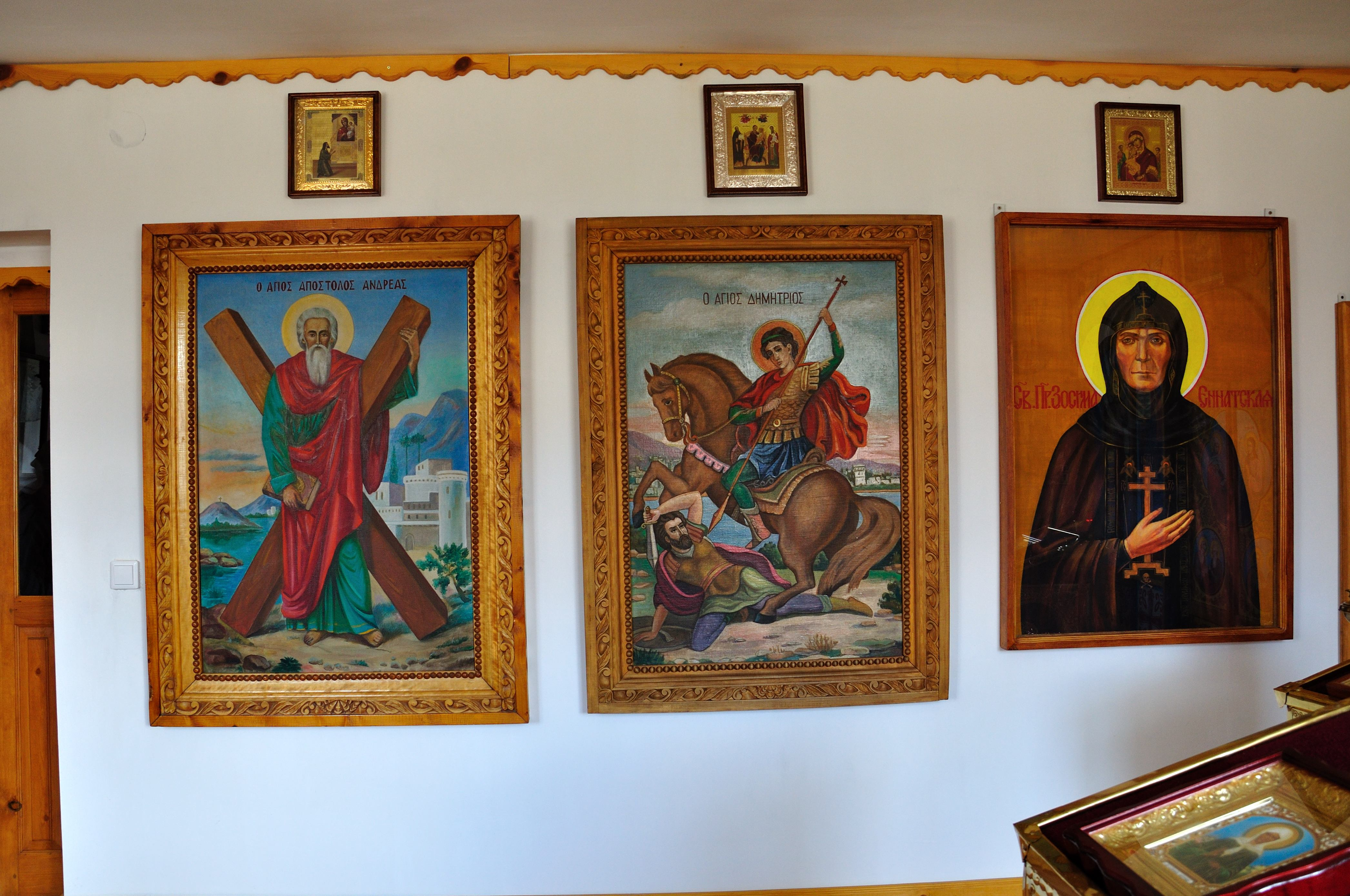
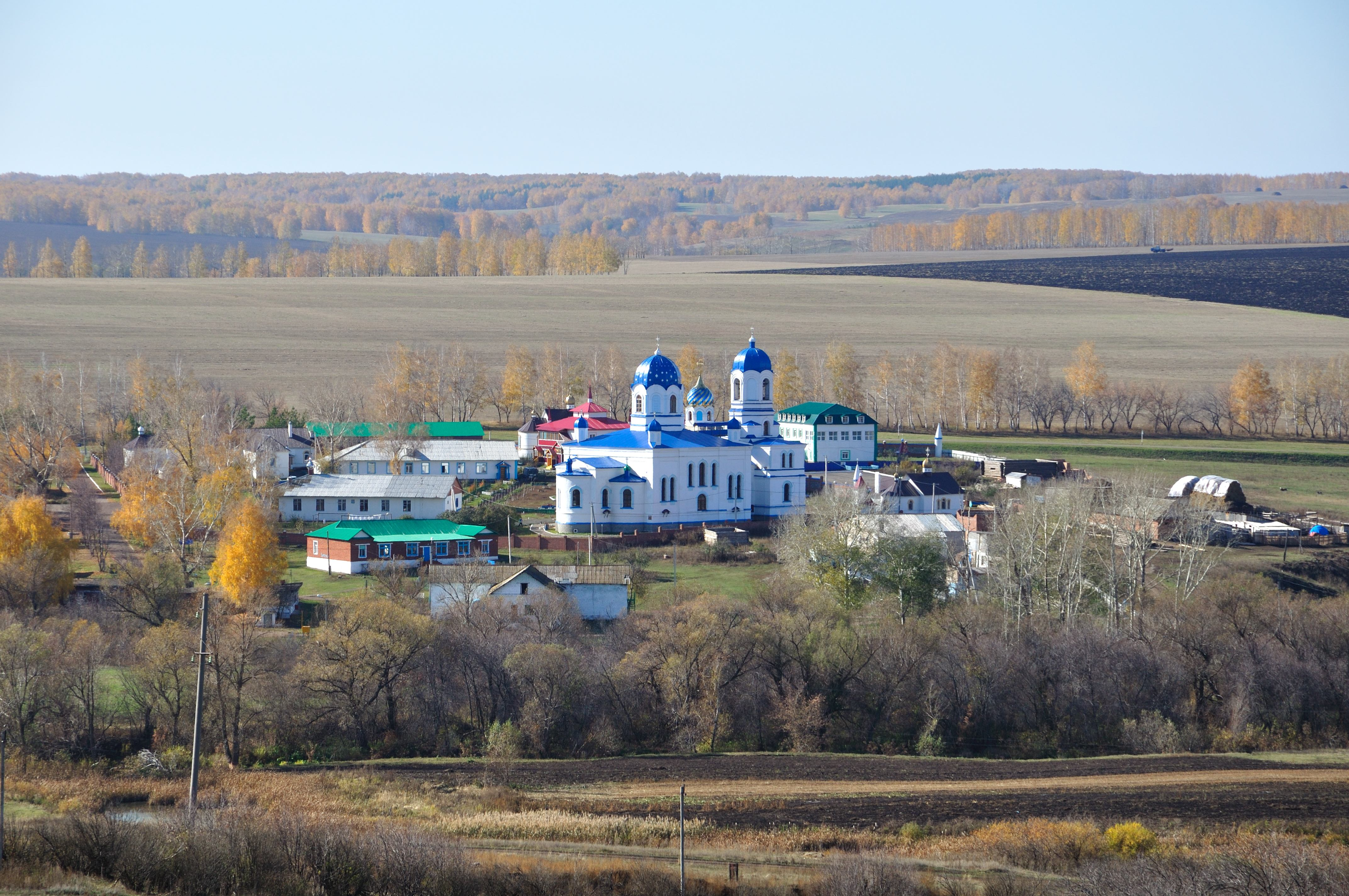
Покрово-Эннатский монастырь в Дедово
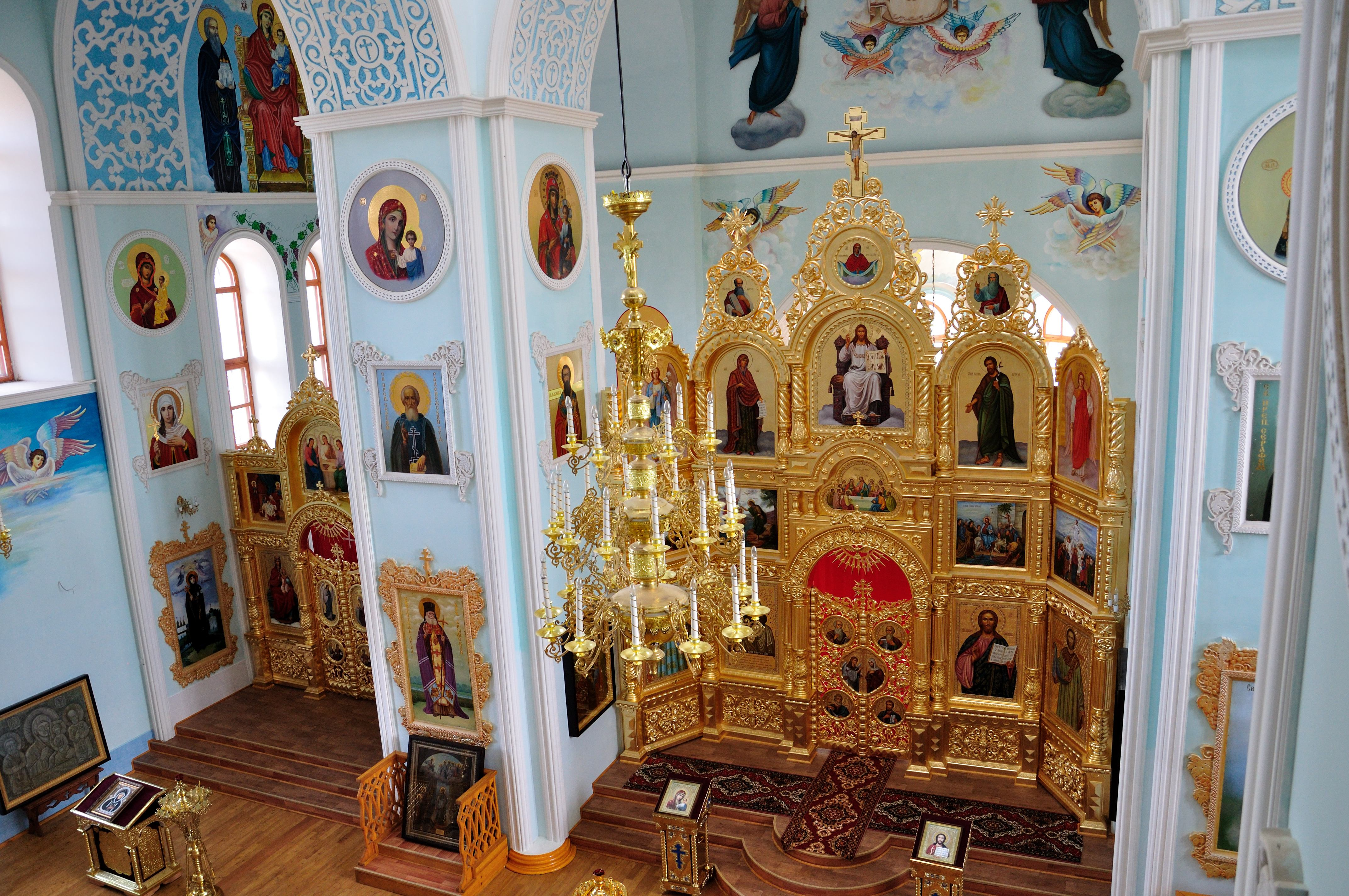